# Међународни рачуноводствени стандард 26
МРС 26 - Рачуноводствено обухватање и извештавање о плановима коришћења пензија
Овај стандард се примењује у извештајима о плановима коришћења пензија, уколико се такви извештаји припремају. Овај стандард представља допуну МРС 19. По овом стандарду план коришћења пензија сматра се извештајним делом који је одвојен од послодаваца који су учесници у плану. Овај стандард се не бави припремом извештаја за појединачне учеснике и њиховим правима на коришћење пензија. Његов основни циљ је да се бави утврђивањем трошкова коришћења пензија у финансијским извештајима послодаваца који имају планове. Овај стандард не обухвата накнаде по основу рада, као што су обештећења за раскид радног односа, накнаде по основу дугогодишњег рада, превремене пензије или отпуштања радника који су технолошки вишак, затим планове социјалног и здравственог осигурања и заштите или неке друге стимулације као и државно социјално осигурање. Планови за коришћење пензија су дефинисани аранжмани којима предузеће својим запосленима обезбеђује пензије приликом престанка радног века у облику годишњег прихода или као паушалну своту. Ови износи пензија које обезбеђује послодавац могу да се процене на основу одредаба неког документа или праксе предузећа по којима се издвајају. Овај фонд може да се увећа разним улагањима која доносе зараду. Фонд је одвојен од предузећа и његова нето имовина расположива за пензије су средства из плана умањена за обавезе, осим оних обавеза које представљају актуарску садашњу вредност обећаних – будућих пензија према плану коришћења пензија садашњих и бивших запослених лица по оствареном радном стажу.